# Gorgonio Aguiar
José María Gorgonio Aguiar (nació posiblemente en Montevideo), fue un militar uruguayo.

## Biografía
Nieto del español Juan Benito Aguiar y la argentina Petrona Fernández. Se casó con una hermana de Juan Antonio Lavalleja, María Magdalena Lavalleja. Tenía formación en estudios de derecho y filosofía, es por ello que en correspondencia con José Artigas, este se refiere al Dr. Gorgonio Aguiar. Como militar fue lugarteniente de Artigas y uno de sus más fieles seguidores.
Capitán de blandengues, ayudante de campo de Artigas desde 1814 y comandante de armas de la villa de Purificación del Hervidero.
El 7 de noviembre de 1816 solicita soldados y caballos al Cabildo de Corrientes para reforzar la lucha contra los portugueses.
Luchó contra los unitarios en la provincia de Corrientes y en Entre Ríos. El 4 de enero de 1818, junto a Francisco Ramírez en la estancia de Santa Bárbara, a 25 kilómetros de Gualeguaychú, atacan las tropas del Directorio comandadas por Luciano Montes de Oca derrotándolas. Si bien Estanislao López y José Francisco Rodríguez, no lograron evitar que las tropas de Evaristo Carriego ocupen Paraná el 1 de febrero de 1818, Aguiar recuperó esa villa el 17 de febrero, obligando a Carriego a refugiarse en los barcos de la escuadrilla porteña. Prisionero de los portugueses en Entre Ríos en 1818, fue trasladado a Montevideo desde donde se fugó. Acompañó a Artigas hacia el Paraguay. Al parecer fue fusilado por orden de Gaspar Rodríguez de Francia por presunta actividad conspirativa.
A pesar de tan duros contrastes, enterado Artigas de que, enviado por Juan Martín de Pueyrredón, el coronel Luciano Montes de Oca había invadido Entre Ríos, destacó a Aguiar en auxilio del caudillo local Francisco Ramírez. Este se retiraba ante la superioridad del jefe unitario, cuando al atardecer se encontró con Aguiar y sus orientales. Al otro día (25 de diciembre de 1817) derrotan a Luciano Montes de Oca en el arroyo Ceballos, apoderándose de su artillería. Días después, el 4 de enero de 1818 ambos derrotan ahora al segundo jefe unitario, teniente coronel Domingo Sáez en el combate de El Gato o Santa Bárbara. Artigas notifica eufórico al Cabildo de Corrientes; "Acabo de recibir parte del Sr. Comandante en Jefe don Gorgonio Aguiar, de haber triunfado nuestras armas en las inmediaciones de Gualeguaychú. Los porteños salieron en número de 400 hombres de Dragones montados que se hallaban en observación del Comandante Ramírez. Al momento llegó Aguiar en auxilio de éste y la energía de los bravos orientales decidió la acción tan brava como gloriosamente. El 1.º de febrero de 1818 el caudillo entrerriano centralista Evaristo Carriego ocupó La Bajada (hoy Paraná), mas el 17 de febrero de 1818, Aguiar le obligó a abandonarla Pero como dice el ya citado Cáceres las invasiones unitarias "... sin duda combinadas con los portugueses, obligaron a fraccionar nuestras fuerzas y don Gorgonio Aguiar pasó al Entre Ríos con parte de ellas para contener a los porteños, al mismo tiempo que el general Curado nos invadía por el Cuareim y fue preciso darle la batalla del Catalán que perdimos porque no pudimos oponerle todas nuestras fuerzas.
Esta actitud permanentemente generosa del Artigas de desguarnecer su provincia para acudir en auxilio de sus hermanas del Protectorado, demuestra hasta qué punto fue inicua la conduela de Francisco Ramírez en Pilar, Obligado a evacuar Purificación a principios de 1818, la población fue trasladada a Arroyo de la China (hoy Concepción del Uruguay). El 9 de abril de 1818, Curado ocupó la desolada villa, celebrándolo con 21 cañonazos.
Artigas encomendó a Aguiar la comandancia de su nuevo cuartel general y este, previendo la reacción de Buenos Aires por la clausura de los puertos, emplazó los cañones tomados a Montes de Oca en puntos estratégicos sobre el río Paso de Vera:, Calera de Barquín y en la barra del Perucho Berna. En efecto, en esos días Pueyrredón otorgó libre tránsito a los portugueses por Martín García y el 2 de mayo de 1818, una flotilla al mando del teniente Sena Pereira con su nave la Oriental, junto con la Cossaca, Mameluca e Infante D. Sebastiáo, remontaron el río (Joáo de Prado Maia).
Al otro día los invasores fuerzan el Paso de Vera, defendido por una división al mando de Ramírez. El 13 de mayo logran hacer contacto con las fuerzas de Curado, amparando el pasaje de Bentos Manuel con 560 efectivos "... protegidos por una noche muy obscura" (Mitre). Aguiar fue derrotado y apresado en la Calera de Barquín el día 15, enviándosele a Montevideo. Después de ahuyentar a la división de Ramírez, los portugueses saquearon e incendiaron la población de Arroyo de la China.
La ruta 31 de Uruguay lleva su nombre. (Ruta 31, Coronel Gorgonio Aguiar).